# Gaspéhalvön

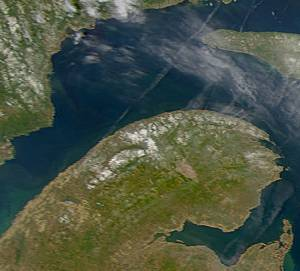
Satellitfoto av Gaspéhalvön. Anticostiön syns uppe till höger. Norr om Gaspé ligger Saint Lawrencefloden och söder om halvön Baie des Chaleurs.
Foto: NASA.

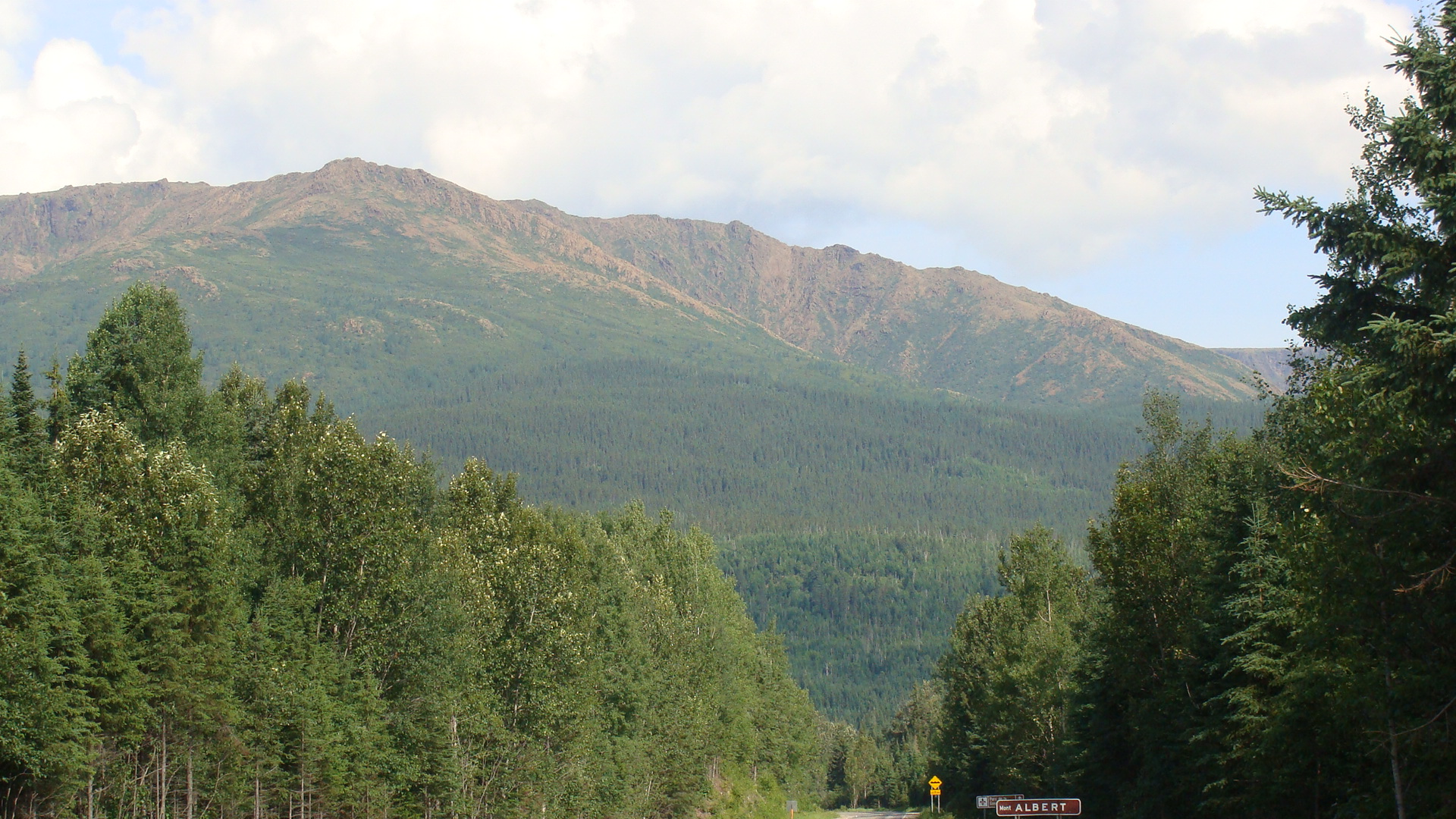
Mont Albert i Monts Chic-Chocs på Gaspéhalvön.

Gaspéhalvön (franska: Péninsule de la Gaspésie, engelska: Gaspé Peninsula) är en halvö i sydöstra Kanada, i den östra delen av provinsen Québec. Halvön breder ut sig cirka 240 kilometer i en ost-nordostlig riktning från Rivière Matapédia ut i Saint Lawrenceviken. Den är belägen mellan Saint Lawrencefloden i norr och Baie des Chaleurs samt New Brunswick i söder.
På Gaspéhalvön ligger Monts Chic-Chocs, som är en förlängning av bergskedjan Appalacherna. De sträcker sig parallellt med Saint Lawrencefloden på halvöns nord-centrala del. Högsta punkten är Mont Jacques-Cartier, på 1 268 m ö.h. Appalachian Trail leder in på Gaspéhalvön.
Ett antal floder dränerar halvön, vilket inkluderar Cascapédia, Saint-Jean, York, Grande och du Grand Pabos. Större bosättningar finns längs kusten, såsom Matane, Gaspé, Percé, Chandler och New Carlisle. Vid halvöns spets, Cap Gaspé, ligger förutom staden Gaspé också Forillons nationalpark.
Väg 132 följer kusten runt hela Gaspé och korsar också halvön vid Sainte-Flavie. Tillsammans med Îles de la Madeleine bildar Gaspé regionen Gaspésie–Îles-de-la-Madeleine. "Gaspé" kommer från mi'kmaqindianernas ord gespeg, "världens ände".

## Inlandet
På nordöstra Gaspé leder den lilla vägen 198 bort från kusten i norr vid L'Anse Pleureuse och söderut uppför bergen. Längs vägen breder Gaspés majestätiska skogar ut sig, vägen korsar flera små floder. Till slut når vägen Murdochville som ligger 660 meter över havet. Vid Murdochville finns många vindkraftverk som tillsammans har världens största vindkraftsproduktion. Efter Murdochville leder väg 198 längs med Yorkfloden till Gaspé.

## Sydkusten
Vid Listuguj och Gesgapegiag finns flera mi'kmaqsamhällen och det som återstår av de en gång välmående engelskspråkiga samhällena Carleton och New Carlisle. Dessa småstäder grundades av lojalister som flytt USA efter den amerikanska revolutionen. Idag är området i huvudsak franskspråkigt, men i en del av New Richmond har man återskapat lojalisternas bosättning i vad man kallar le village loyaliste.